# Pastel de feijão

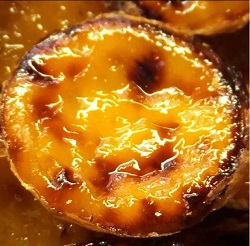
Pastel de feijão de Mangualde (Patronato)

O pastel de feijão é um doce típico de Portugal, confeccionado em Torres Vedras desde os finais do século XIX. Confecionado também em Mangualde, no Patronato, e noutras localidades beirãs, desde 1936. Embora a receita varie um pouco consoante o fabricante e os locais, tem como ingredientes base a amêndoa e o feijão branco cozido.

## História
O doce tem origem conventual e conta-se que D. Joaquina Rodrigues, habitante de Torres Vedras no final do século XIX, teria começado a confeccioná-lo para pessoas dentro do seu círculo privado. O modo de confecção teria posteriormente passado a conhecidos e familiares, como D. Maria, a primeira pessoa a comercializar os pastéis, e Maria Adelaide Rodrigues da Silva (Mazinha). Álvaro de Fontes Simões, casado com Mazinha, explorou comercialmente o fabrico dos pastéis, que rapidamente alcançam sucesso além das fronteiras da vila. Nesta altura foram confeccionadas algumas dúzias de pastéis por dia.
Já em meados do século XX são abertas duas fábricas, a "Coroa" e a "Brazão", por Virgílio Simões e D. Virgília Simões, respectivamente (ambos filhos de Álvaro Simões). O tempo de produção foi reduzido consideravelmente pela introdução de máquinas de moer amêndoa e fornos eléctricos.
Actualmente existem várias fábricas de produção de pastéis de feijão, doce que se tornou típico de Torres Vedras. Há aproximadamente 30 produtores, que possuem uma iniciativa de qualificar o produto com o selo de Indicação Geográfica Protegida (IGP).

## No Brasil
No Brasil há uma variação do pastel de feijão, sendo este salgado e recheado com feijão preto, próprio para feijoada, sendo muito popular na cidade do Rio de Janeiro, em especial no bairro de Santa Tereza.
Além do pastel de feijoada, há também variações como o pastel com recheio de feijão tropeiro.